# Carbonoproetus
Carbonoproetus – rodzaj stawonogów z wymarłej gromady trylobitów, z rzędu Proetida.
Żył w okresie karbonu (baszkir).